# 沃什圣米哈伊
沃什圣米哈伊是匈牙利沃什州所辖的一个村，总面积6.41平方公里，总人口347，人口密度54.1人/平方公里（2010年1月1日）。